# Břevnov

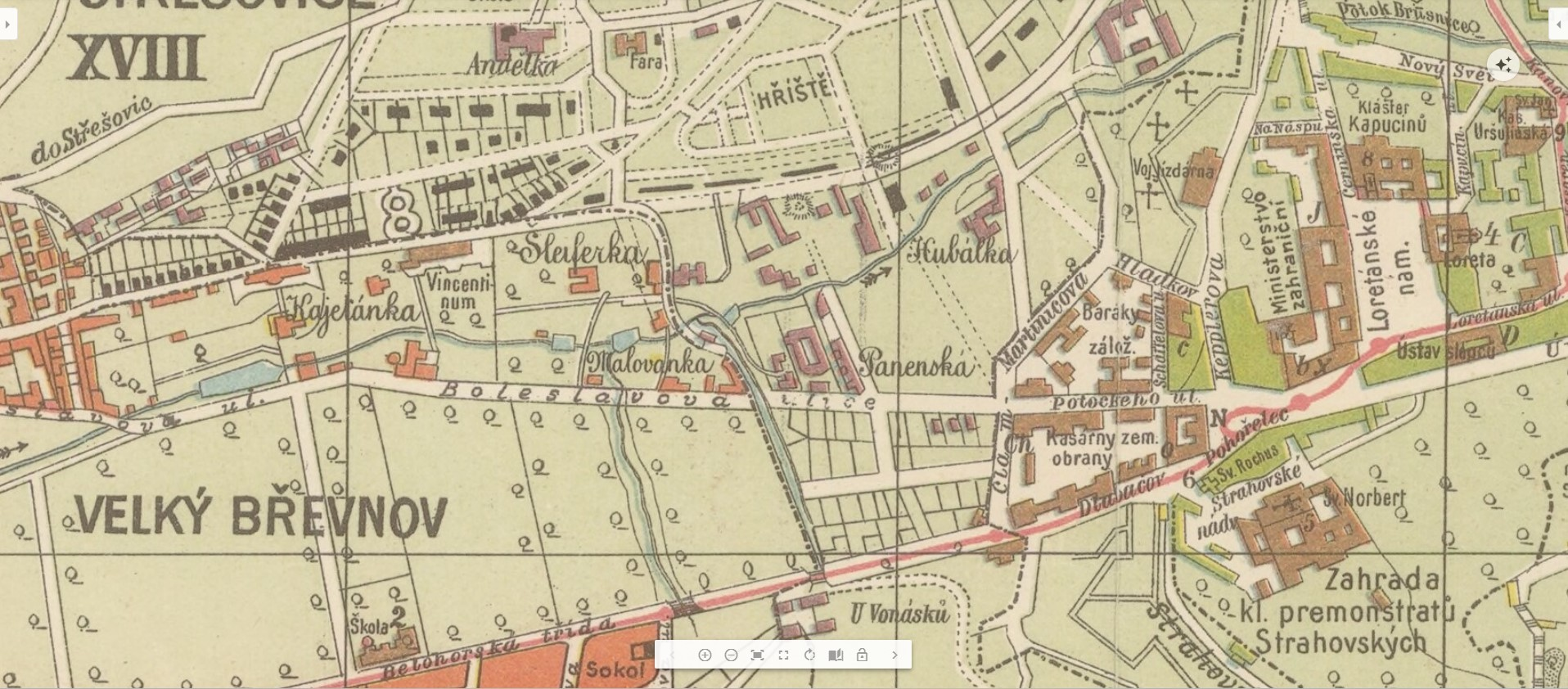
Mapa Břevnova z roku 1926 (detail). Na mapě vidíme (zleva): pražské usedlosti Kajetánka (horní a dolní), Petynka (v mapě pod názvem zde dříve sídlícího ústavu Vincentinum), Šlajferka (Šleiferka, za socialismu klub Na Petynce, nyní charitní dům s kaplí), Malovanka, Panenská a Hubálka, z toho usedlosti Malovanka a Hubálka byly kompletně zbořeny (dnes je v jejich místě dopravní tepna Patočkova), z Panenské zůstala stát jedna budova (dnes s adresou Na Malovance 123/20, resp. Patočkova 123/24), která se často mylně označuje jako Malovanka. Šrafovaná čára představuje hranici čtvrtí: odděluje Břevnov (Velký Břevnov, vlevo) od Střešovic (vpravo). Nahoře vidíme taktéž zbořenou usedlost Andělka. Dole vidíme jako orientační body dosud stojící školu (dnes ZŠ Marjánka) a hospodu U Zelené brány (dříve U Vonásků).

Břevnov (německy Breunau) je městská čtvrť a katastrální území Prahy, náležející téměř celé k městské části Praha 6, ale nepatrnou částí (krátkým úsekem ulice Spiritka) zasahující i do městské části Praha 5. Břevnov sousedí s následujícími pražskými katastrálními územími: Na severozápadě s Libocí, na severu s Veleslavínem, na severovýchodě se Střešovicemi, na východě s Hradčany, na jihu se Smíchovem a Motolem a na západě s Řepy a Ruzyní. Břevnov je tvořen 15 základními sídelními jednotkami: Svatá Markéta, Velký Břevnov, Nový Břevnov, Strahov, U Ladronky, U Císařky, Kajetánka, Vypich, Pod Nemocnicí, Střešovická nemocnice, Na Bateriích, Na Větrníku, Petřiny II, Petřiny III a Malý Břevnov.
Na území Břevnova pramení potok Brusnice. Část Břevnova je právě tímto potokem zformována a Brusnici vděčí Břevnov za svůj poměrně členitý reliéf. Nejnižší nadmořská výška Břevnova je v místě, kde Brusnice opouští území Břevnova. Naopak nejvyšším místem Břevnova je Malý Břevnov s nadmořskou výškou přibližně 383 m. Obyvatelstvo je ze 47,2 % tvořeno muži, ženy tvoří 52,8 %, 89,5 % obyvatel je starší 15 let.

## Název
Starším názvem Břevňov Do němčiny se v současnosti název nepřekládá (Břevnov), dříve se ovšem vyskytovaly také varianty Břewnow nebo Břewňow či Bržewniow, pouze za druhé světové války se používal tvar Breunau.

## Historie

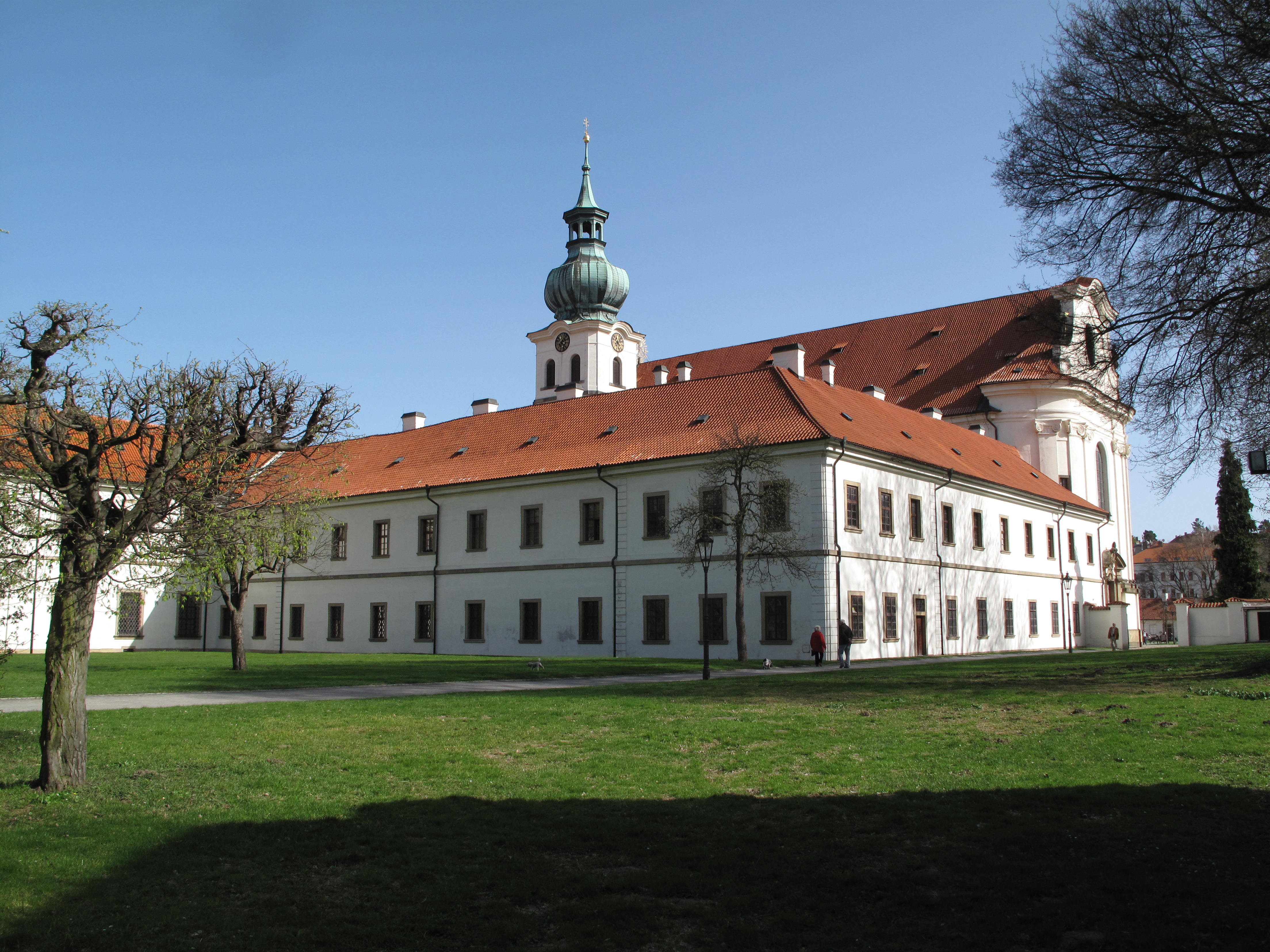
Břevnovský klášter

Břevnov byl poprvé písemně zmíněn jako villa Břevnova k roku 993 v zakládací listině Břevnovského kláštera, nejvýznamnější zdejší historické budovy, centra náboženství, kultury a vzdělanosti. Podle legendy o založení kláštera byl název odvozen z břevna spadlého do pramene potoka Brusnice. Filologové však soudí, že ves Břevnová byla označena podle břeven (klád), ze kterých byla postavena a že mohla být starší než klášter.
Břevnov od středověku nebyl jen klášterní vesnicí, ale provozoval také klášterní pivovar, cihelnu a kamenolom, v němž se těžil stavební kámen (opuka) a písek. Zpustošení kláštera husity v roce 1420 vedlo k přenesení správy do Broumova a zabírání břevnovských pozemků pražskými měšťany. Jejich domy a viniční usedlosti daly vznik Velkému Břevnovu, od roku 1790 také Malému Břevnovu a Tejnce.     
Podle statistické ročenky míst v Království českém z roku 1872 byl Velký Břevnov městem okresu Smíchov, skládal se z osad Malý Břevnov, Horní Liboc a Tejnka, podle sčítání z 31.12.1869 v něm žilo 2896 obyvatel ve 168 domech, to je přibližně 17 osob na jeden dům. Převažovala tedy zástavba vesnická.. Ze srovnání s dalšími předměstskými obcemi Prahy vyplývá, že Břevnov byl tehdy dvakrát větší než Dejvice a přibližně stejně velký jako Hradčany. Dne 27. dubna 1907 císař František Josef I. v projevu nazval Břevnov městem a po něm následovalo oficiální povýšení mezi města. Z poslední předválečné statistické ročenky Českého království z roku 1913 vyplývá, jak zásadním rozvojem město za 40 let prošlo: skládalo se ze samostatných osad Malý Břevnov, Petřina, Větrník a Vypichov (Vypich, německy Wypichow nebo Wypich). Počet obyvatel se zvýšil téměř čtyřikrát na 11116 a žili ve 424 domech. Z dobových fotografií již lze sledovat řadovou výstavbu na Bělohorské silnici, která se stala páteřní ulicí města.  Samostatným městem Břevnov zůstal do konce roku 1921, poté se s dalšími předměstskými obcemi stal součástí Velké Prahy. Spolu s  horní Libocí, Střešovicemi a Veleslavínem tvořil tehdejší Prahu XVIII. Na dálkovou dopravu po Karlovarské silnici navázala výstavba tramvajové trati.
Během druhé poloviny 20. století utrpěl Břevnov několik urbanistických a architektonických šoků. Jedním z nich byla výstavba ulice Pionýrů (dnešní Patočkovy) v padesátých letech, která jednak rozdělila Břevnov na dvě části a jednak došlo při výstavbě této dopravní tepny ke zbourání vnější obvodové zdi kláštera a několika dalších staveb v areálu kláštera. Takto zmizela původní vstupní brána do areálu, pivovar, část ovčína a byl výrazně zmenšen Pivovarský rybník. Patočkova ulice je dnes jednou z hlavních příjezdových cest do Prahy a v tomto směru zcela nahradila původní historickou trasu, která zhruba kopíruje Bělohorskou ulici.
V sedmdesátých letech 20. století došlo k výstavbě obytného panelového sídliště v těsné blízkosti kláštera, na místě původní obce Břevnov. Z původní zástavby zbylo jen několik domů v blízkosti areálu kláštera a kaplička na místě někdejší návsi. Protože na výstavbě sídliště se podíleli vězňové a mnohé z nově postavených bytů byly určeny pro rodiny pracovníků ministerstva vnitra, bylo často hanlivě nazýváno sídlištěm Obušek, častěji Na pendreku.

## Obyvatelstvo
| Rok            | 1869  | 1880  | 1890  | 1900  | 1910   | 1921   | 1930   | 1950   | 1961   | 1970   | 1980   | 1991   | 2001   | 2011   | 2021   |
| -------------- | ----- | ----- | ----- | ----- | ------ | ------ | ------ | ------ | ------ | ------ | ------ | ------ | ------ | ------ | ------ |
| Počet obyvatel | 2 702 | 3 669 | 5 251 | 7 758 | 11 116 | 12 752 | 18 512 | 26 065 | 29 031 | 33 184 | 29 970 | 25 950 | 24 459 | 26 275 | 25 756 |
| Počet domů     | 147   | 207   | 251   | 337   | 424    | 492    | 1 063  | 1 611  | 1 611  | 1 970  | 2 065  | 2 211  | 2 231  | 2 306  | 2 343  |

## Doprava
Na území Břevnova se nachází stanice metra A Petřiny. Dalšími stanicemi metra, které mají význam pro obsluhu Břevnova, jsou Hradčanská, Malostranská a Dejvická na lince A.
V Břevnově jezdí tramvajové linky 1, 2, 22, 23, 25, 96 a 97. Hlavní trasy tramvají vedou ulicemi Na Petřinách (konečná zastávka Sídliště Petřiny, linky 1, 2 a 96) a Bělohorská (konečné zastávky Královka, Vypich, Bílá Hora, linky 22, 23, 25 a 97). Hlavními ulicemi jsou Patočkova, Bělohorská a Na Petřinách.

## Pamětihodnosti

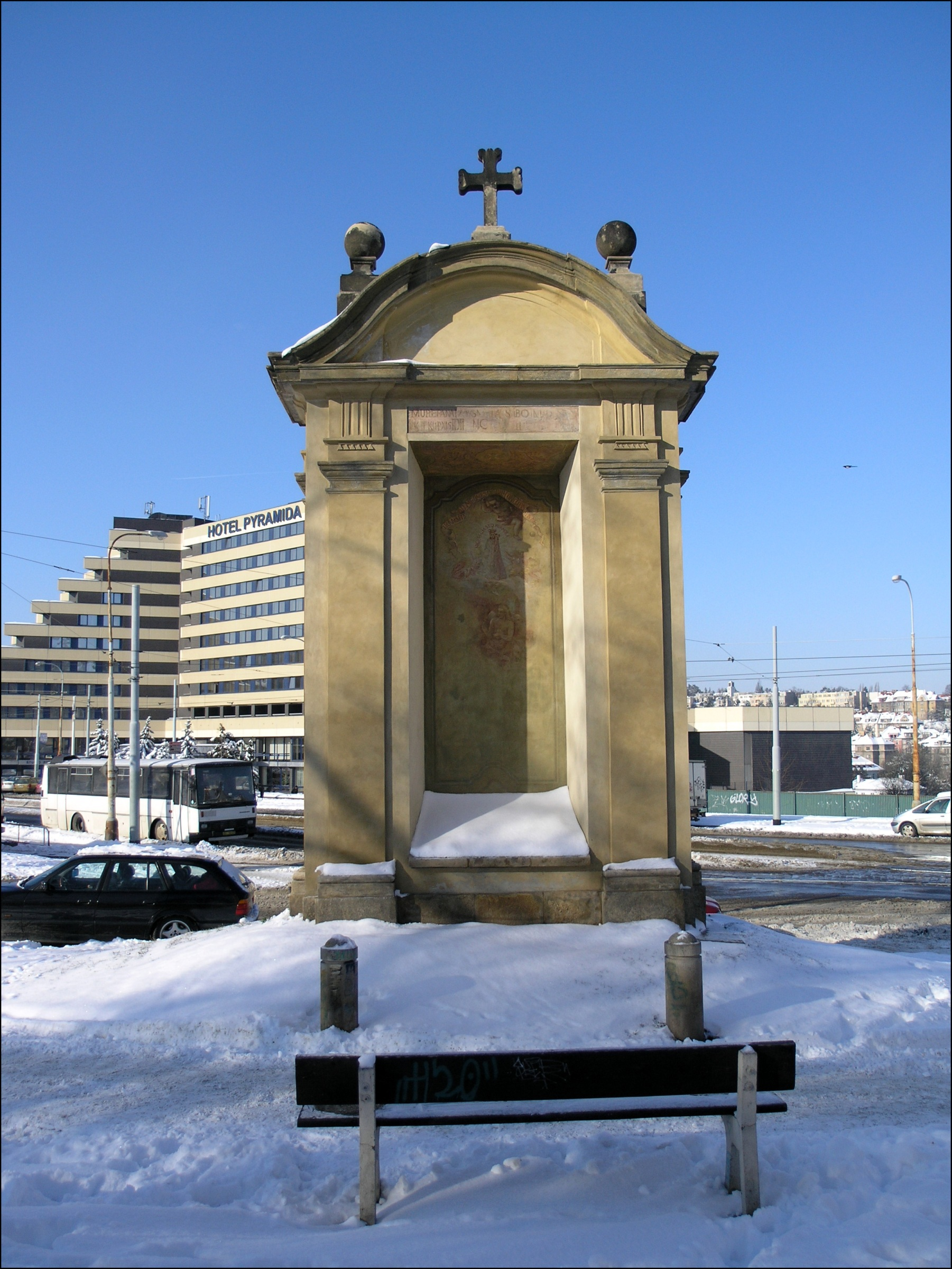
Výklenková kaple v ulici Gymnastická, v pozadí hotel Pyramida

V severozápadním výběžku Břevnova se nachází budova Ústavu makromolekulární chemie Akademie věd ČR postavená v letech 1960–1964 podle projektu Karla Pragera. Legendou tohoto ústavu se stal jeho bývalý ředitel Otto Wichterle, jemuž je věnován pomník před budovou.
Za povšimnutí stojí větší množství bývalých hospodářských usedlostí, z nichž už dnes žádná neslouží svému původnímu účelu nebo se z nich dochovalo pouze torzo. Mezi nejznámější patří Ladronka. Dnes je tento nově rekonstruovaný objekt částečně přístupný veřejnosti. Dalšími jsou například Kajetánka, Šleiferka, Spiritka, Petynka, Hybšmanka, Kneislovka, Tejnka nebo Liborka.
Díky historickým souvislostem vešel ve známost hostinec U Kaštanu, kde byla roku 1878 založena Českoslovanská sociálně demokratická strana. Dnes je díky rozšířené Bělohorské třídě budova hostince asi o třetinu zmenšena a kromě pohostinství je v ní kulturní centrum Kaštan provozované Unijazzem.
Osobitou stavbou je Hotel Pyramida na Dlabačově, původně Dům rekreace ROH, postavený v letech 1980–1985 podle projektu Nedy a Miloslava Cajthamlových.
Z ptačí perspektivy a na mapách jsou jistě nepřehlédnutelné Strahovské stadiony, za zmínku stojí Stadion Evžena Rošického a zejména Velký strahovský stadion. V blízkosti Břevnovského kláštera se nachází plochodrážní stadion Markéta, na kterém se pořádají i mezinárodní motocyklové závody. Mezi největší komplexy na katastrálním území Břevnova patří Ústřední vojenská nemocnice (ÚVN). Její stavba byla započata v roce 1936 a probíhala s přestávkami prakticky během celého 20. století. Atmosféru Břevnova minulých století si z velké části uchoval Břevnovský hřbitov v sousedství kláštera. Pohřbeni jsou zde mimo jiné Karel Kryl, Jan Patočka a Jan Anastáz Opasek.
Územím Břevnova prochází směrem od východu na západ poutní cesta z pražské Lorety do kláštera v Hájku. Cesta byla lemována dvaceti kapličkami z let 1720–1726. Dodnes se dochovalo dvanáct z těchto kaplí, pět z nich stojí na území Břevnova. V posledních dvou dekádách jsou dochované kaple postupně opravovány.
V roce 2004 byla u autobusové zastávky Břevnovská postavena kovová lávka pro pěší přes Patočkovu ulici podle návrhu architekta Marka Housky.

### Zaniklé stavby
- Vila Na Petřinách 7 – takzvaná režná vila rodiny Frölichových z roku 1939. Pozdně funkcionalistická vila od ruského emigranta architekta Pavla Simonova byla zbořena roku 2018.

## Osobnosti
- Alexandr Sommer Batěk, (1874–1944, profesor chemie a lidový učitel), a jeho otec Emanuel Batěk (autor knihy Břevnov pod Hvězdou)
- Jan Berger, (1955), český fotbalový reprezentant a trenér
- Pavel Bobek, (1937–2013), zpěvák
- Lubomír Brabec, (* 1953) kytarový virtuóz
- Milan Hlavsa, (1951–2001), český hudebník, zakladatel skupiny The Plastic People of the Universe
- Jan Anastáz Opasek, (1913–1999), arciopat břevnovského kláštera
- Jan Patočka, (1907–1977), filosof
- Eva Pilarová, (1939-2020), zpěvačka, Pod Královkou
- Otto Rothmayer, (1892–1966), architekt, žák Josipa Plečnika
- Jaroslav Seifert, (1901–1986), básník a spisovatel, U Ladronky
- Prokop Siostrzonek, (* 1957), arciopat břevnovského kláštera
- Jan Sokol, (1936–2021), filosof a politik
- Ludvík Svoboda (1895–1979), prezident, generál, Tomanova

## Zajímavost

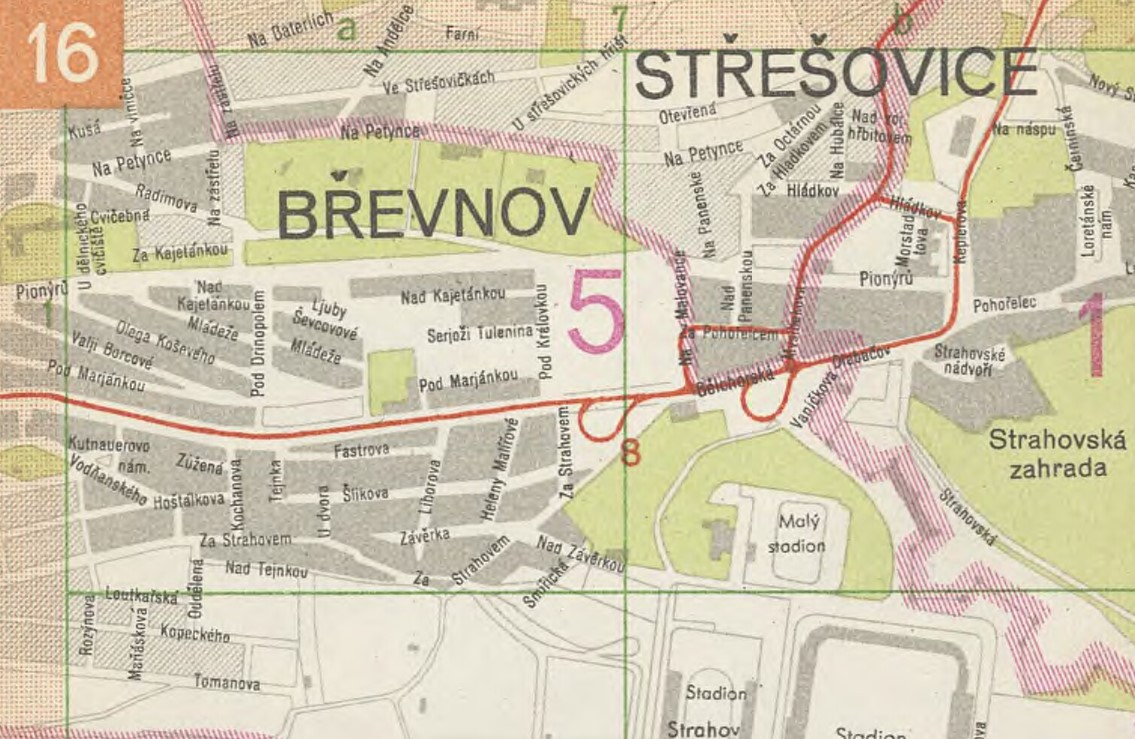
Mapa Břevnova z roku 1957 - čtyři ulice nesou jména hrdinů románu Mladá garda Alexandra Fadějeva (1945)

Za socialismu a krátce po sametové revoluci (1952–1992) nesly čtyři ulice jména hrdinů románu Mladá garda Alexandra Fadějeva (1945). Šlo o ulice Olega Koševého (Oleg Koševoj), Ljuby Ševcovové (Ljubov Ševcovová), Serjoži Tulenina (Sergej Ťulenin) a Valji Borcové (Valerija Borcová).